# Stanisław Adamiak (duchowny)
Stanisław Adamiak (ur. 18 czerwca 1980 w Toruniu) – prezbiter Kościoła katolickiego, były adiunkt naukowy Instytutu Historycznego Uniwersytetu Warszawskiego, doktor habilitowany historii Kościoła, profesor Uniwersytetu Mikołaja Kopernika w Toruniu, rektor Wyższego Seminarium Duchownego w Toruniu.

## Życiorys
Pochodzi z Torunia, maturę uzyskał w IV Liceum Ogólnokształcącym w Toruniu w 1998. Po roku międzywydziałowych studiów humanistycznych na Uniwersytecie Warszawskim wstąpił do Wyższego Seminarium Duchownego w Toruniu. Święcenia prezbiteratu przyjął 19 czerwca 2004, w tym samym roku również uzyskał magisterium z teologii na Uniwersytecie Mikołaja Kopernika. Przez rok pracował jako wikariusz w parafii pw. Podwyższenia Krzyża Świętego w Grudziądzu. Studia doktoranckie z historii Kościoła podjął na Papieskim Uniwersytecie Gregoriańskim w Rzymie, który ukończył w 2011 broniąc doktorat „Carthage, Constantinople and Rome: Imperial and papal interventions in the life of the Church in Byzantine Africa (533–698)”. Od 2011 do 2014 był asystentem na Wydziale Historii i Dziedzictwa Kulturowego Kościoła tegoż uniwersytetu, wykładał też na Wydziale Teologicznym UMK. Uczestniczył w projektach badawczych: „Listy Świętego Augustyna w perspektywie interdyscyplinarnej” (2013–2016, Katedra Filologii Klasycznej UMK), „Prezbiterzy na późnoantycznym Zachodzie” (2014–2019, IH UW) oraz „Cult of Saints in Late Antiquity” (2018, University of Oxford). Od 2014 jest adiunktem naukowym Instytutu Historycznego UW. Był rezydentem warszawskich parafii pw. Trójcy Świętej oraz św. Michała Archanioła. 17 czerwca 2019 został mianowany nowym rektorem Wyższego Seminarium Duchownego w Toruniu. W 2020 uzyskał habilitację oraz tytuł profesora UMK.
Związany z Ruchem Światło-Życie, był wicepostulatorem procesu beatyfikacyjnego Franciszka Blachnickiego, autor publikacji książki opartej na formacji Ruchu „Zawsze jest wyjście”. Członek Zespołu Laboratorium „Więzi“. Dawny stypendysta Krajowego Funduszu na Rzecz Dzieci, a obecnie jego współpracownik i członek komisji rewizyjnej.

## Publikacje
- Teologia Tolkiena, Wydawnictwo Stacja7, Kraków 2021.
- Deo laudes. Historia sporu donatystycznego, Warszawa 2019, ISBN 978-83-65886-52-1.
- Unfriendly and polemical elements in Augustine’s correspondence with other clerics, w: Zeitschrift für Antikes Christentum 22/1 (2018), s. 109–123.
- The African Authors in the East in the Times of Justinian: Their Works and Their Sources, w: Res Gestae 5 (2017),  s. 33–43.
- Psalm abecadłowy przeciw donatystom świętego Augustyna – wprowadzenie, przekład i komentarz, w: Biblica et Patristica Thoruniensia 10 (2017), s. 445–461.
- Asking for Human Mercy. Augustine’s intercession with the men in power, w: Scrinium Augustini. The World of Augustine’s Letters, red. P. Nehring, R. Toczko, M. Stróżyński, Instrumenta Patristica et Mediaevalia 76, Turnhout 2017, s. 19–40.
- Il presule di Cartagine – vescovo, arcivescovo, primate, patriarca?, w: Costellazioni geo-ecclesiali da Costantino a Giustiniano: Dalle chiese ‘principali’ alle chiese patriarcali, Studia Ephemeridis Augustinianum 149, Roma 2017, s. 169–177.
- Carthage, Constantinople and Rome: Imperial and Papal Interventions in the Life of the Church in Byzantine Africa (533–698), Miscellanea Historiae Pontificiae 68, Rome 2016, s. .
- Przemoc wobec kobiet w listach św. Augustyna, w: Biblica et Patristica Thoruniensia 8 (2015), vol. 2, s. 101–110.
- When Did Donatist Christianity End?, w: The Uniquely African Controversy. Studies on Donatist Christianity, red. A. Dupont, M.A. Gaumer, M. Lambergits, Leuven 2015, s. 211–236.
- O losach wyrażenia «koniec ery konstantyńskiej», w: Collectanea Theologica 84 (2014), z. 1, s. 97–107.
- La narrazione storica come mezzo della polemica teologica da Liberato di Cartagine e Vittore da Tunnuna, w: La teologia dal V all’VIII secolo fra sviluppo e crisi, Studia Ephemeridis Augustinianum 140, Roma 2014, s. 273–281.
- Żydzi w rzymskiej Afryce Północnej, w: Biblica et Patristica Thoruniensia 7 (2014), vol. 1, s. 97–113.
- Costantino e le sfide del cristianesimo. Tracce per una difficile ricerca, red. S. Adamiak, S. Tanzarella, Trapani 2013, ss. 292.
- S. Adamiak, S. Tanzarella, La teologia romana dei secoli XIX e XX. Costantino tra la Chiesa trionfante e la Chiesa dei poveri, w: Costantino I. Enciclopedia costantiniana sulla figura e l’immagine dell’Imperatore del cosiddetto Editto di Milano. 313–2013, red. A. Melloni, P. Brown i inni,  Roma 2013, t. 3, s. 377–389.
- Constantine, Donatists and The First Intervention of The State in Ecclesiastical Controversies, w: Saint Emperor Constantine and Christianity, red. D. Bojovic, Niš 2013, t. 1, s. 191–201.
- Grzegorz I Wielki wobec kryzysu duchowieństwa, w: Ecclesia semper reformanda. Kryzysy i reformy średniowiecznego Kościoła, red. bp Grzegorz Ryś, Tomasz Gałuszka OP, Tomasz Graff, Kraków 2013, s. 17–25.
- Opozycja Zachodu wobec potępienia Trzech rozdziałów, w: Świat starożytny – państwo i społeczeństwo,  red. R. Kulesza i inni, Warszawa 2013, s. 496–505.
- Eklezjologiczny charakter Komentarza do Apokalipsy donatysty Tykoniusza, Biblica et Patristica Thoruniensia 5 (2012), s. 151–162.
- Afrykańscy biskupi-wygnańcy w V i VI wieku, w: Veritas cum Caritate – Intellegentia cum Amore, red. Cz. Rychlicki, I. Werbiński, Toruń 2011, s. 705–723.
- Sześcioksiąg w mozaikach bazyliki Santa Maria Maggiore w Rzymie, w: Biblica et Patristica Thoruniensia 4 (2011), s. 165–179.
- Rywalizacja między stolicami biskupimi w Afryce Północnej w VI wieku, w: U schyłku starożytności 9 (2010), s. 9–24.
- Donatyści pod rządami Wandalów i Bizancjum, w: U schyłku starożytności 8 (2009), s. 13–31.[3]